# Фолкерт Меув
Фолкерт Меув (нім. Folkert Meeuw, 11 листопада 1946) — німецький плавець.
Призер Олімпійських Ігор 1972 року, учасник 1968 року.
Призер Чемпіонату світу з водних видів спорту 1973 року.
Чемпіон Європи з водних видів спорту 1970, 1974 років.
Призер літньої Універсіади 1973 року.